# ECDIS
ECDIS er en forkortelse for Electronic Chart Display and Information System, og er en navnet på en vedtaget standard, der stiller krav til de elektroniske systemer, der afløser de traditionelle trykte søkort i forbindelse med navigation om bord på skibe. Standarderne er udarbejdet af IHO som en del af S-52 og S-57 standarderne.
ECDIS-systemer viser information fra elektroniske søkort (ENCs) og integrerer information fra; GPS-modtagere, radar, log- og AIS-systemer. ECDIS kan også vise ekstra navigations-relateret information, såsom sejladsruter.
Den primære funktion af ECDIS er at bidrage til en sikrere navigation. Standardens mål er at opnå en pålidelighed og tilgængelighed som er mindst ligeså god som ved brugen af traditionelle papirsøkort. Fordelen ved brug af et ECDIS-system i forhold til papirsøkort, er en reduceret arbejdsbyrde forbundet med brug og vedligeholdelse af papir søkortene.
IMO har vedtaget at ECDIS-systemer til navigationsformål kan erstatte de traditionelle papirsøkort om bord på skibe.